# 1619 Ueta
1619 Ueta è un asteroide della fascia principale. Scoperto nel 1953, presenta un'orbita caratterizzata da un semiasse maggiore pari a 2,2408269 UA e da un'eccentricità di 0,1756468, inclinata di 6,21374° rispetto all'eclittica.
L'asteroide è dedicato all'astronomo giapponese Joe Ueta.